# جفاف الولايات المتحدة 1983
جفاف الولايات المتحدة 1983 كان جفاف شديد ترافق مع موجات الحرارة كبيرة عبر عدة أجزاء من الولايات المتحدة.

## ملخص
بدأ جفاف الولايات المتحدة عام 1983 في أواخر الربيع. شملت العديد من الولايات في الغرب الأوسط والسهول الكبرى. في العديد من الولايات من يونيو إلى سبتمبر حدثت حرارة شديدة بشكل لا يصدق حيث تجاوزت درجات الحرارة 100 درجة فهرنهايت (38 درجة مئوية) أو أعلى في مناطق متعددة.

## ولايات الغرب الأوسط
تم منح جميع المقاطعات تقريبًا في ولاية إنديانا، والعديد من مقاطعات إلينوي إعلانًا عن كارثة الجفاف بسبب نوبات الحرارة الخطيرة، إلى جانب ظروف الجفاف الشديد. في ولاية كنتاكي كان جفاف عام 1983 ثاني أسوأ جفاف في القرن العشرين. دخلت العديد من الأشجار والشجيرات في سبات.

## موجة الحرارة ذات الصلة
أثرت موجات الحرارة المفرطة على أجزاء عديدة من الولايات المتحدة في صيف عام 1983. تعرضت ميزوري وإلينوي وكنتاكي لضربات شديدة بسبب الحرارة الشديدة التي أودت بحياة عدة مئات من الأشخاص. مرت الحرارة والجفاف أيضًا عبر مناطق جنوب شرق ووسط المحيط الأطلسي، بما في ذلك مدينة نيويورك. الولايات المتأثرة الأخرى كانت نبراسكا وآيوا ويسكونسن ومينيسوتا وكانساس.